# 옌볜가무단
옌볜 가무단(延边歌舞团)은 중국 지린성 옌볜 조선족 자치주에 위치한 전문 종합 예술단체로 조선족의 문화예술을 계승 및 발전 시키는 것을 목표로 한다.

## 참고 자료
- “연변 가무단”. 세계민족문화대사전.
- “연변의 징표, 연변 가무단”. 세계민족문화대사전.